# Provincia Īlām
Provincia Īlām   (în persană :استان ایلا ) este una din cele 30 provincii ale Iranului. Capitala provinciei este Ilam.